# اندیس کلاته
کلاته یک اندیس فلزی است که در حوالی شهر پلنگه استان ایلام قرار دارد و مادهٔ معدنی موجود در آن، مرمریت است. سنگ میزبان این اندیس سیلستون, ماسه سنگ است.